# Obspringen
Obspringen is een plaats in de Duitse gemeente Waldfeucht, Kreis Heinsberg, deelstaat Noordrijn-Westfalen. Obspringen ligt circa 7 kilometer ten oosten van de Duits-Nederlandse grens.

## Geschiedenis
In 1170 werd Obspringen voor het eerst schriftelijk vermeld. De naam Obspringen betekent "op de bron". In 1911 werd Obspringen een rectoraat.

## Bezienswaardigheden
De Heilig Hartkerk (Herz Jesu Kirche) is een bakstenen neogotisch bouwwerk (1884-1897). Het heeft een zadeldak met dakruiter.

## Natuur en landschap
Obspringen ligt op een hoogte van 46 meter. Door Obspringen stroomt de Kitschbach.

## Nabijgelegen kernen
Brüggelchen, Braunsrath, Haaren
Bocket · Braunsrath · Brüggelchen · Frilinghoven · Haaren · Hontem · Löcken · Obspringen · Schöndorf · Selsten

Kreis Heinsberg · Regierungsbezirk Keulen · Noordrijn-Westfalen